# Oeonia
Oeonia,  es un género de orquídeas. Es originario del oeste del Océano Índico.

## Taxonomía
El género fue descrito por John Lindley y publicado en Repertorium Specierum Novarum Regni Vegetabilis, Beihefte 33: 369. 1925.

## Especies deOeonia
- Oeonia brauniana H.Wendl. & Kraenzl.
- Oeonia curvata Bosser
- Oeonia madagascariensis (Schltr.) Bosser
- Oeonia rosea Ridl.
- Oeonia volucris (Thouars) Spreng.